# Золна (притока Слатіни)
Золна (словац. Zolná) — річка в Словаччині, права притока Слатіни, протікає в округах Банська Бистриця і Зволен.
Довжина — 28 км.
Витік знаходиться в масиві Поляна — на висоті 1100 метрів біля гори Любовецька Буковина.
Впадає у Слатіну на території міста Зволен на висоті 294 метри над рівнем моря.